# 解ってたまるか!
『解ってたまるか!』（わかってたまるか）は、福田恆存が劇団四季のために1968年5月に書き下ろした戯曲。1968年2月に起こった金嬉老事件をもとに、その3ヶ月後にして戦後の日本を席巻していた左翼インテリゲンチュア・進歩的文化人への皮肉と乾いた笑いを込めた社会風刺の喜劇。

## 劇団四季の公演
自由劇場などで公演されている。主役の村木（ライフル魔）を、初演時は日下武史、再演時は加藤敬二が演じている。2007年5月22日から自由劇場で再演。2012年3月にも再々演された。

## ストーリー
アメリカ大使館近くのホテルにライフル魔（村木）が12人を人質に立て篭もる。村木の要求は自分の犯した殺人の正当性を警察が認めることであった。警察は捜査本部を設置し、報道陣の対応をしながらも、警官の絹川から村木の経緯を聞き、人質事件の解決策を練り始めるが、事件はおかしな展開になっていく。

## 登場人物
- 村木明男
本作品の主人公。ホテル・ハイクラスに立て篭もった人質犯。ライフル銃とダイナマイトを所持している。
事件の前日に飲酒運転をしていた運転手を2名射殺しており（彼曰く、飲酒運転の被害を事前に防ぐために殺害）、警官の絹川を呼び出し、警察が自分の殺人の正当性を認めれば、人質を解放し、死んで謝罪すると伝える。その後も記者会見と、前科者の子を差別する絹川の謝罪を要求する。
岩手県出身で、5歳のとき、父親が母親とその浮気相手を殺害し死刑になっており、そのために世間からは人殺しの子と蔑まれていた。また、原子力平和利用研究所に守衛として勤めていた経歴を持っている。
ライフルの腕は良いようで、オリンピックに出られるほどである。
感情の起伏が激しく、すぐに怒り出したかとおもうと、謝り出したりする。それでいて、論理的で相手の話の矛盾点など痛いところを突いてくる。また、どこか抜けているところがあり、人質にライフルを持たせ、見張りを頼んだりもしている。
- 絹川
村木に信頼できる警官ということで、指名された巡査部長。
- 明石
事件の取材に来た新聞記者。警察から村木射殺の協力を依頼されるも拒否する。トクダネをものにするために村木を接待する。村木に文化人グループを紹介する。
- 奥沢
人質の1人。村木から「ヘッピリ」と呼ばれる。ストックホルム症候群から村木に協力的で、村木からライフルを渡され番を頼まれたときに、しっかり番を務めている。
- 甘粕
人質の1人。村木から「オーアマ」と呼ばれる。
- 関山
人質の1人。村木から「カレススキ」と呼ばれる。第2幕で、実は自分はテロリストであると、村木に挑みかかる。
- 結城
人質の1人。村木から「ユダ」と呼ばれる。村木からお前はすぐに裏切りそうだと警戒される。
- 栗林
人質の1人。村木から「ボヤキ」と呼ばれる。
- 政子
人質の1人。栗林の元妻。人質メンバーの中で気が強く、村木のいない隙に逃げ出そうとしたり、奥沢のライフルを奪い取ろうとする。
- 光枝
人質の1人。政子の妹。
- 静
人質の1人。関山の妻。第2幕で発狂し、村木でも手に負えないことになる。
- 山中俊夫
村木に接触してきた文化人グループの弁護士。村木の弁護をしようとするが…。
- 後藤則彦
村木に接触してきた文化人グループの大学教授。村木に生き抜いてほしいと説得するが…。
- 大浜茂
村木に接触してきた文化人グループの映画監督。この事件を予言していたと自負する。
- 久田川順平
村木に接触してきた文化人グループの劇作家。自分の書いた芝居で殺人を起こさせるのは殺人のための殺人ではないと主張するが…。

## 備考
- 劇は「蜃気楼は突如として現れ、突如として消えた。が、このドラマは現実の事件とは何の関係も無い、遺憾ながら……。」と始まるが、蜃気楼は金嬉老をもじっており、福田は題名を「蜃気楼」にしたかったが、当用漢字にないという劇団の指摘で引き下がった[3]。
- 大浜茂は大島渚、久田川順平は木下順二、山中俊夫は山根二郎、後藤則彦は伊藤成彦をもじっている[3]。久田川順平の「殺人の為に殺人を犯させるのではない、……殺人犯罪によってしか証明出来ない或る何物かの存在を証明し現実化する為に書く」という物言いは、木下順二のエッセイ（「ある文学的事件」『毎日新聞』1968年2月29日夕刊）に出てくる[4]。劇では久田川が「文学的事件」という解説に、村木が「何だと!俺が充分に意識せずに自ら『文学的事件』と呼んでいる理由がそこにある……、俺が意識しない事をお前さんが意識したと言いたいのかい?糞、思い上がるな!」と罵倒する場面がある[5]。「東大名誉教授大口叩先生が知識階級の読むべき日本最高の新聞として全国の学生に推奨した最も進歩的な新聞でありまして」という場面の大口叩は大内兵衛を、この台詞を言う「日本最高の新聞」は『朝日新聞』、記者は明石を想起させる[5]。
- 2008年12月から2009年1月に京都劇場で再演された上演プログラムで早野透は以下記している[6]。

- 劇が発表されたのは全共闘運動のときであり、全共闘学生から糾弾されると進歩的教授は「きみたちの気持ちはわかる」と言ったが、全共闘学生は「あんた!われわれのどこをわかってんのか、言ってみろよ」と食い下がり、劇では村木が喋るたびに、文化人が「解ります、その気持ち、よ-く解ります」と反応するので、村木が「また解ってしまったのかい」と皮肉る場面があり、文化人が「本当によく解つてをります」と言うと、村木は「成る程、人殺しの気持ちでも学生の気持ちでも、何でも彼でも解つてしまふから先生といふ訳か……黙れ、原罪野郎、手前等に俺の気持ちが解ってたまるか……!」と激昂する場面があり、このことから竹内洋は村木は全共闘学生のように思えると評している[7]。

- 初演プログラムの磯田光一の解説「福田演劇と風刺精神」では、福田が村木に村木源次郎を意識していたかは分からないが、「『村木』は『むら気』に通じていることは、ほぼ間違いないことと思われる」と記しており、竹内洋は、村木の姓名は村木明男であるため、「むら気」で「あき男」となるから得心がいき、村木明男が「むら気あき男」の風刺であれば、村木は全共闘学生となおさら似ていると評している[8]。
- 村木の「文福茶釜だけは信用するなよ、煽てと畚には乗るものではない」という「文福茶釜（進歩的文化人）だけは信用するな」という台詞は、福田が60年安保のときに全学連に述べたことを再現であり[9][10]、福田によると、他の登場人物は「事件の前後に書かれた文化人の論文」「事実が多い」ことに対して、村木の台詞だけは福田の創作であるため、竹内洋は「村木の半身は福田恆存」と評している[4]。初演プログラムで福田と浅利慶太は以下のやり取りをしている[11]。

- 竹内洋によると、村木の最後の独白に福田が影響を受けたD・H・ロレンスの「人間の自立性は個人の内部ではなく、宇宙の有機性に参与することで獲得されるもので、そのことではじめて他我を愛することができる」という思想が表出され、村木の肉体を通してD・H・ロレンスの影響を受けた福田の思想が語られているという[12]。